# Helmut Gabriel
Helmut Gabriel (3 ottobre 1968) è un ex calciatore tedesco, di ruolo difensore.

## Carriera

### Club
Ha giocato 28 partite in Bundesliga, la massima serie del campionato tedesco.

### Nazionale
Ha preso parte ai Mondiali Under-17 del 1985 giocando 5 partite e segnando una rete.